# Johannes Magnus Dahlgren

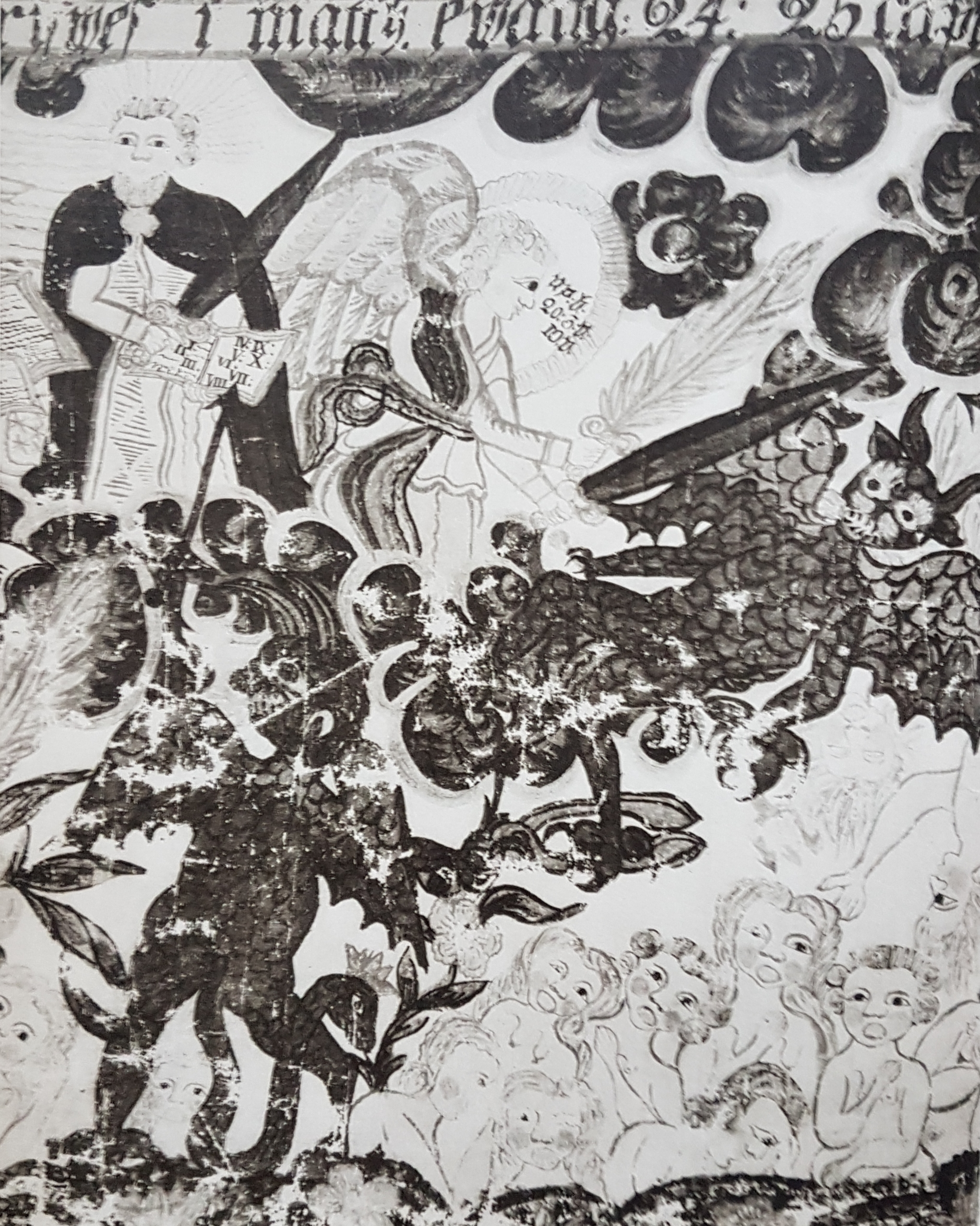
Djävulens nedstörtande målsd av Johannes Magnus Dahlgren

Johannes Magnus Dahlgren, född 17 september 1808 i Halmstad, död 10 maj 1846 i Breared, var en svensk bonadsmålare och folkskollärare.
Dahlgren började utbilda sig till målargesäll och bodde i slutet av 1820-talet i Snöstorp öster om Halmstad. Han anställdes 1832 som lärare i Breared och samtidigt började han måla bonader. Han inspirerades bl.a. av Johannes Nilssons bonadsmåleri, som hade utförts i Gyltige by i Breareds socken under perioden 1790-1826.
På Nordiska museet i Stockholm finns Dahlgren representerad med sin Helvetesbonad, som genom sin sällsamma framställning är en mycket märklig bonad.